# 알베르트 사리토브
알베르트 사리토브(루마니아어: Albert Saritov, 러시아어: Альбе́рт Рамаза́нович Сари́тов 알베르트 라마자노비치 사리토프[*], 1985년 7월 8일~)는 러시아 태생 루마니아의 레슬링 선수이다. 2016년 하계 올림픽 남자 자유형 헤비급 종목에서 동메달을 획득했다.